# Giovanni Antonio Marcacci
Giovanni Antonio Marcacci (* 15. August 1769 in Locarno; † 10. April 1854 in Mailand) war ein Schweizer Rechtsanwalt, Politiker, Polnischer Freiherr, Tessiner Grossrat und Generalkonsul im Königreich Lombardo-Venetien.

## Leben
Giovanni Antonio Marcacci wurde als Sohn des Fiskals der Landvogtei Locarno Carlo Francesco Marcacci von Locarno und der Teresa Ciceri aus Como geboren. Er besuchte den Kollegium Papio in Ascona und studierte dann Rechtswissenschaften in Mailand und an den Universitäten von Fulda, Freiburg im Breisgau und Pavia und promovierte als Doktor der Rechte. Im Jahr 1776, nach dem Tod seines Vaters, wurde er zum Steuerbeamten von Locarno ernannt, eine Position, die er von 1793 bis 1798 innehatte.
Von 1798 bis 1803 war er Mitglied des helvetischen Grossen Rats, des Gesetzgebenden Rats (1801 letzter Präsident), des Senats und des Obersten Gerichts und 1803–1804 Tessiner Grossrat und Tagsatzungsabgeordneter. Von 1804 bis 1835 war er diplomatischer Vertreter der Schweiz in Mailand, zuerst als Geschäftsträger in der Italienischen Republik, dann – im Rang eines Ehren-Obersten – im Königreich Italien, nach dem Sturz Napoleons als Generalkonsul im österreichischen Königreich Lombardo-Venetien.
Die letzten Jahre seines Lebens verbrachte er in der Lombardei als wohlhabender Grundbesitzer. Die Stadt Locarno erbte seine Güter im Kanton Tessin. Der Palazzo Marcacci wurde zum Sitz der Behörden der Gemeinde Locarno, die ihm zu Ehren auf der von Alessandro Rossi entworfenen Piazza Sant’Antonio ein Denkmal errichteten.
Als helvetischer Parlamentarier erreichte er die Anerkennung der italienischen Sprache als dritte Landessprache und prägte als Diplomat jahrzehntelang die Beziehungen zwischen der Schweiz und Italien.